# Jack Welch
Jack Welch (19. listopadu 1935, Peabody, Massachusetts, USA – 1. března 2020, Manhattan, New York, New York) byl americký manažer, původním vzděláním chemický inženýr. Proslavil se jako nejdéle sloužící výkonný ředitel firmy General Electric, v jejímž čele stál v letech 1981–2001.
Nesmlouvavý postoj, železná vůle a přirozené vůdcovství Welchovi přineslo přezdívku „neutronový Jack“ (odkazující na v 80. letech velmi diskutované neutronové bomby). V 90. letech zavedl Welch do GE manažerskou metodiku Six Sigma. Za dvacet let v čele společnosti navýšil Welch tržní hodnotu firmy z 12 na 280 miliard dolarů.
V roce 1999 jej magazín Fortune jmenoval „Manažerem století“.

## General Electric
V roce 1960, hned po dokončení studií, nastoupil mladý Welch za základní plat 10 a půl tisíce dolarů ročně k General Electric v Pittsfieldu v Massachusetts jako technik. Nízká mzda a přebujelá byrokracie ho však natolik otrávila, že chtěl z firmy brzy odejít. Když se o tom dozvěděl jeho nadřízený Reuben Gutoff, pozval jej na večeři, kde ho po čtyřech hodinách přesvědčil, aby ve firmě zůstal.
Poté, co Welch pomohl vyvinout nový typ plastu, stal se generálním manažerem továrny na tento typ materiálu. Krátce nato povýšil na pozici šéfa celé divize plastů General Electric. V roce 1972, pouhých 12 let od nástupu, byl jako sedmatřicetiletý jmenován viceprezidentem společnosti. O devět let později, v roce 1981, byl zvolen výkonným ředitelem a předsedou správní rady GE.
Okamžitě po nástupu do funkce zahájil přestavbu celé firmy. Zeštíhlil byrokratický aparát, počet zaměstnanců společnosti klesl pod Welchovým vedením v letech 1981–85 ze 411 na 299 tisíc, tedy o více než 100 tisíc.
V roce 1999 jej magazín Fortune jmenoval „Manažerem století“.

## Osobní život
Welch byl třikrát ženatý. Jeho první manželství s Carolyn Welch bylo rozvedeno po 28 letech, má z něj 4 děti. Jeho druhou ženou byla právnička Jane Beasley, jeho třetí manželkou byla televizní komentátorka a žurnalistka Suzy Welch.

## Dílo
- WELCH Jack, WELCH Suzy: Cesta k vítězství, Pragma Praha, 2005, ISBN 80-7205-213-6
- WELCH, Jack, BYRNE, John: Rovnou k věci, Pragma Praha, 2006, ISBN 80-7205-214-4